# Tokio (zespół muzyczny)
Tokio – japońska grupa rockowa składająca się z pięciu członków stworzona przez Johnny & Associates w 1990 roku. Zespół rozpoczął swoją karierę w 1994 roku.

## Członkowie
- Tomoya Nagase (jap. 長瀬智也) wokalista, ur. 7 listopada 1978
- Masahiro Matsuoka (jap. 松岡昌宏) perkusista, ur. 11 stycznia 1977
- Taichi Kokubun (jap. 国分太一) klawiszowiec, ur. 2 września 1974
- Yamaguchi Tatsuya (jap. 山口達也) basista, ur. 10 stycznia 1972
- Shigeru Joshima (jap. 城島茂) gitarzysta, ur. 17 listopada 1970

## Dyskografia

### Albumy
- 1994: Tokio
- 1995: Bad Boys Bound
- 1996: Blowing
- 1997: Wild & Mild
- 1998: Graffiti
- 2000: Yesterday & Today
- 2001: 5 Ahead
- 2003: Glider
- 2004: Act II
- 2006: Harvest
- 2008: Sugar
- 2012: 17

Źródło:.

### Single
- Love You Only (21 września 1994)
- Ashita no Kimi o Mamoritai ~ Yamato2520 (jap.  明日の君を守りたい～Yamato2520) (12 grudnia 1994)
- Uwasa no Kissu (jap.  うわさのキッス) (12 kwietnia 1995)
- Heart o Migakukkyanai (jap.  ハートを磨くっきゃない) (21 czerwca 1995)
- SoKo Nashi Love (jap.  SokoナシLove) (21 sierpnia 1995)
- Sukisa ~Ticket To Love~ (jap.  好きさ～Ticket To Love～) (21 października 1995)
- Kaze Ni Natte (jap.  風になって) (2 grudnia 1995)
- Magic Channel (26 lutego 1996)
- Arigatou... Yuuki (jap.  ありがとう…勇気) (22 lipca 1996)
- Everybody Can Do! (25 listopada 1996)
- Furarete Genki (jap. フラれて元気) (11 lutego 1997)
- Julia (28 maja 1997)
- Ko No Yubi Tomare! (jap. この指とまれ!) (4 marca 1998)
- Denko Sekka (5 sierpnia 1998)
- Love & Peace (20 maja 1999)
- Kimi o Omoutoki (jap.  君を想うとき) (17 lutego 1999)
- Nandomo Yume no Naka de Kurikaesu Love Song (jap.  何度も夢の中でくり返すラブ・ソング) (30 czerwca 1999)
- Wasureenu Kimi He (jap.  忘れえぬ君へ) (25 sierpnia 1999)
- Ai no Arashi (jap.  愛の嵐) (10 listopada 1999)
- Minna de Wahhahha! (jap.  みんなでワーッハッハ！) (31 maja 2000)
- Koi ni Kizuita Yoru (jap.  恋に気づいた夜) (13 września 2000)
- Doitsu Mo Koitsu Mo (jap. どいつもこいつも) (7 marca 2001)
- Message (jap. メッセージ) (30 maja 2001)
- Kanpai!! (jap. カンパイ！！) (8 sierpnia 2001)
- DR (31 października 2001)
- Hana Uta (jap.  花唄) (6 marca 2002)
- Green (10 czerwca 2002)
- Ding-Dong (4 grudnia 2002)
- Ambitious Japan! (1 października 2003)
- Love Love Manhattan (jap. ラブラブ　マンハッタン) (3 grudnia 2003)
- Transister G (Glamor) Girl (jap. トランジスタG(グラマー）ガール) (3 marca 2004)
- Jibun no Tameni (jap. 自分のために) (17 listopada 2004)
- Boku no Renai Jijyou to Daidokoro Jijyou (jap. 僕の恋愛事情と台所事情) (16 listopada 2005)
- Ashita o Mezashite! (jap. 明日を目指して!) (7 grudnia 2005)
- Mr. Traveling Man (8 lutego 2006)
- Get Your Dream! (21 czerwca 2006)
- Sorafune (jap.  宙船(そらふね) (23 sierpnia 2006)
- Hikari no Machi / Run Free (Swan Dance o Kimi to (jap. ひかりのまち／ラン・フリー(スワン・ダンスを君と) (28 marca 2007)
- Honjitsu, Mijukumono / Over Drive (jap. 本日、未熟者 / Over Drive) (15 sierpnia 2007)
- SEI SYuN (jap. 青春) (28 listopada 2007)
- "Amagasa/Akireru Kurai Bokura wa Negaō" (jap. 雨傘／あきれるくらい 僕らは願おう) (3 września 2008)
- "Taiyō to Sabaku no Bara/Subeki Koto" (jap.  太陽と砂漠のバラ／スベキコト) (19 sierpnia 2009)
- "Advance/Mata Asa ga Kuru" (jap. advance/また朝が来る) (3 lutego 2010)
- "Haruka" (jap. 遥か) (16 czerwca 2010)
- "NaNaNa (Taiyō nante irane~e) (jap. NaNaNa（太陽なんていらねぇ）)" (11 sierpnia 2010)
- "Miageta Ryūsei" (25 maja 2011)
- "Haneda Kūkō no Kiseki/Kibou" (jap. 羽田空港の奇跡/Kibou) (29 lutego 2012)
- "Lyrics" (jap. リリック) (20 lutego 2013)
- "Tegami" (jap. 手紙) (20 marca 2013)
- "Hontontoko/future" (jap. ホン トんとこ /future) (30 października 2013)
- "LOVE, HOLIDAY" (21 maja 2014)

Źródło:.